# Эфиопия на зимних Олимпийских играх 2010

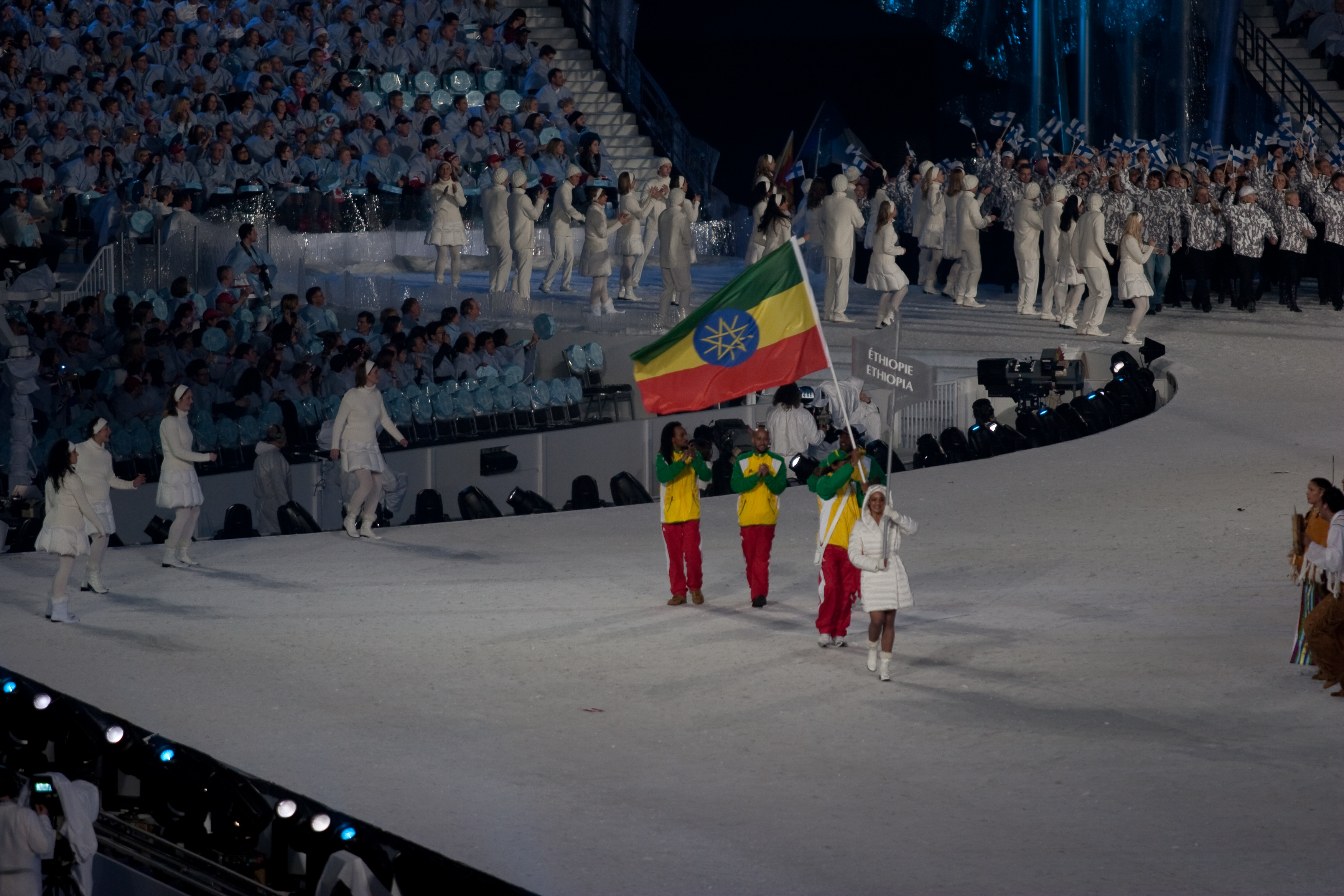
Сборная Эфиопии на церемонии открытия Олимпиады

Эфиопия на зимних Олимпийских играх 2010 была представлена одним лыжником. Это второе участие страны на зимних Олимпийских играх. Как на Олимпиаде в Турине единственным спортсменом в составе эфиопской делегации стал Робель Теклемариам, который выступил в единственном виде программы — в гонке с раздельным стартом на 15 километров, где проиграл победителю почти 12 минут и занял 93-е место из 95 участников, опередив тольк представителей Перу и Португалии.

## Результаты соревнований

### Лыжные гонки
Мужчины
Дистанция
| Соревнование           | Спортсмен          | Результат | Место |
| ---------------------- | ------------------ | --------- | ----- |
| 15 км свободным стилем | Робель Теклемариам | 45:18,9   | 93    |